# Addison Emery Verrill
Addison Emery Verrill est un zoologiste et un géologue américain, né le 9 février 1839 à Greenwood, Maine et mort le 10 décembre 1926 à Santa Barbara en Californie.

## Biographie
À l’âge de 13 ans, il apprend à reconnaître les minéraux et les roches qu’il rencontre dans les environs de sa ville natale. Il réalise alors une collection considérable. À 14 ans, sa famille emménage à Norway, dans le Maine, où il commence à s’intéresser à la flore et réalise un herbier de plusieurs centaines d’espèces. À 17 ans, Verrill a réalisé une importante collection de coquillages, d’insectes, de reptiles, d’oiseaux et de mammifères. Il est d’abord scolarisé à la Norway Liberal Institute avant de commencer à étudier à Harvard en mai 1859 sous la direction de Louis Agassiz (1807-1873).
En 1860, il se joint à deux autres étudiants, Alpheus Hyatt (1838-1902) et Nathaniel Southgate Shaler (1841-1906), pour étudier les invertébrés marins des côtes du Maine. Verrill consacrera à ses animaux le reste de sa carrière. De 1860 à 1864, il est l’assistant d’Agassiz au sein du Museum of Comparative Zoology. Il obtient un Bachelor of Sciences à Harvard en 1862 et un Master of Arts honorifique de l’université Yale en 1867.
Verril se marie le 15 juin 1865 à Flora L. Smith dont il aura six enfants. En 1864, à 25 ans, il devient le premier professeur de zoologie de l’université Yale, fonction qu’il conserve jusqu’à sa retraite, en 1907, où il est nommé professeur émérite. Parallèlement à ces fonctions, il est conservateur du Muséum de zoologie de 1865 à 1910, enseigne la géologie au Sheffield Scientifique School de 1870 à 1894, est conservateur de la Boston Society of Natural Sciences de 1864 à 1874 et enseigne l’anatomie comparée et l’entomologie à l’université du Wisconsin de 1868 à 1870. Il participe également à l’organisation des missions d’explorations scientifiques organisées par la Commission des pêches des États-Unis.
Verrill et son collègue, Sidney Irving Smith (1843-1926), contribuent à enrichir grandement les collections de zoologie du Muséum d'histoire naturelle Peabody. C’est la sœur de Smith que Verril épouse en 1865.
Il est membre de nombreuses sociétés savantes dont la National Academy of Sciences, de la Connecticut Academy of Arts and Sciences (qu’il préside), de l’American Academy of Arts and Sciences.
Verril est l’éditeur de la revue American Journal of Science de 1869 à 1920. Il est le responsable de la partie zoologique du dictionnaire Webster (1890-1900). Il est notamment l’auteur de Report upon the Invertebrate Animals of Vineyard Sound and Adjacent Water (1873), Zoology of the Bermuda Islands (1903), Geology and Paleontology of the Bermudas (1907), Coral Reefs of the Bermudas (1907), Monograph of the Shallow Water Starfishes of the North Pacific Coast (1914), Report on West Indian Starfishes (1915), Reports on Alcyonaria and Actinaria of Canadian Arctic Expdition (1921), Crustacea of Bermuda (trois volumes, 1923), Alcyonaria of the Balke Expedition (1925). Verrill fait paraître plus de 350 articles et monographies et décrit plus de 1 000 espèces d'animaux.
Il étudie en particulier les invertébrés des côtes Pacifique et Atlantique de l’Amérique du Nord, notamment ceux des grands fonds marins. Il s’intéresse également à la faune marine des Bermudes, des Caraïbes, du Brésil et de Panama. Son fils, Alpheus Hyatt Verrill (1871-1954), est également zoologiste.

## Source
- Keir B. Sterling, Richard P. Harmond, George A. Cevasco & Lorne F. Hammond (dir.) (1997). Biographical dictionary of American and Canadian naturalists and environmentalists. Greenwood Press (Westport) : xix + 937 p.  (ISBN 978-0-313-23047-9)